# Frontera entre Polonia y Ucrania
La frontera entre Polonia y Ucrania es la línea que limita los territorios de Polonia y de Ucrania, y que ya fuese frontera entre la República Popular de Polonia y la Ucrania soviética, como parte de la URSS, antes del colapso de esta última en 1991. 

## Historia
La frontera entre Polonia y Ucrania se formó por primera vez, brevemente, después de la guerra polaco-ucraniana de 1919. El tratado de Varsovia de 1920 dividió los territorios en disputa a favor de Polonia a lo largo del río Zbruch. El año siguiente, sin embargo, Ucrania perdió su independencia tras su anexión a la Unión Soviética, y sus territorios restantes se dividieron entre Polonia y la República Socialista Soviética de Ucrania en la Paz de Riga.
La disolución de la Unión Soviética en varios estados transformó la frontera entre esta federación y Polonia en la cadena de fronteras Polonia-Rusia, Polonia-Lituania, Polonia-Bielorrusia y Polonia-Ucrania. Polonia y Ucrania confirmaron su frontera el 18 de mayo de 1992. Es la frontera oriental polaca más larga. La frontera se volvió mucho más abierta en comparación con la época soviética, cuando a pesar de ser ambos países parte del Bloque del Este, cruzar era muy difícil. A medida que la frontera se abrió al tráfico masivo, el número de personas que cruzan la frontera polaco-ucraniana comenzó a aumentar constantemente desde 1990, estabilizándose alrededor de la década de 2000. Aproximadamente 3 millones de ucranianos cruzaron anualmente la frontera en la década de 1990. Uno de los números máximos se registró en 2001, con cerca de 12 millones de personas que cruzan la frontera.
Con la adhesión de Polonia en la Unión Europea en 2004, la frontera se convirtió en una de las fronteras externas de esta organización. Es una de las cuatro fronteras de la UE en Ucrania, las otras son las fronteras Hungría-Ucrania, Rumania-Ucrania y la Eslovaquia-Ucrania. Como es un punto de entrada al espacio Schengen, introdujo un requisito de visado para los ciudadanos ucranianos que ingresan a Polonia a partir de octubre de 2003.
En el período de octubre de 2003 a septiembre de 2004, las autoridades polacas emitieron unas 620 000 visas para Ucranianos. El requisito de visa no ha reducido el tráfico significativamente, ya que volvió a los niveles anteriores en un año. Otro pico ocurrió en 2006, cuando había casi 20 millones de pasos fronterizos. En 2008, Polonia y Ucrania adoptaron políticas sobre el tráfico fronterizo menor (que entró en vigor en 2009). Este acuerdo introdujo permisos de tráfico fronterizo local que permiten a los titulares cruzar la frontera por hasta 90 días por medio año. 2009 vio aproximadamente 12 millones de pasos fronterizos en la frontera entre Polonia y Ucrania.

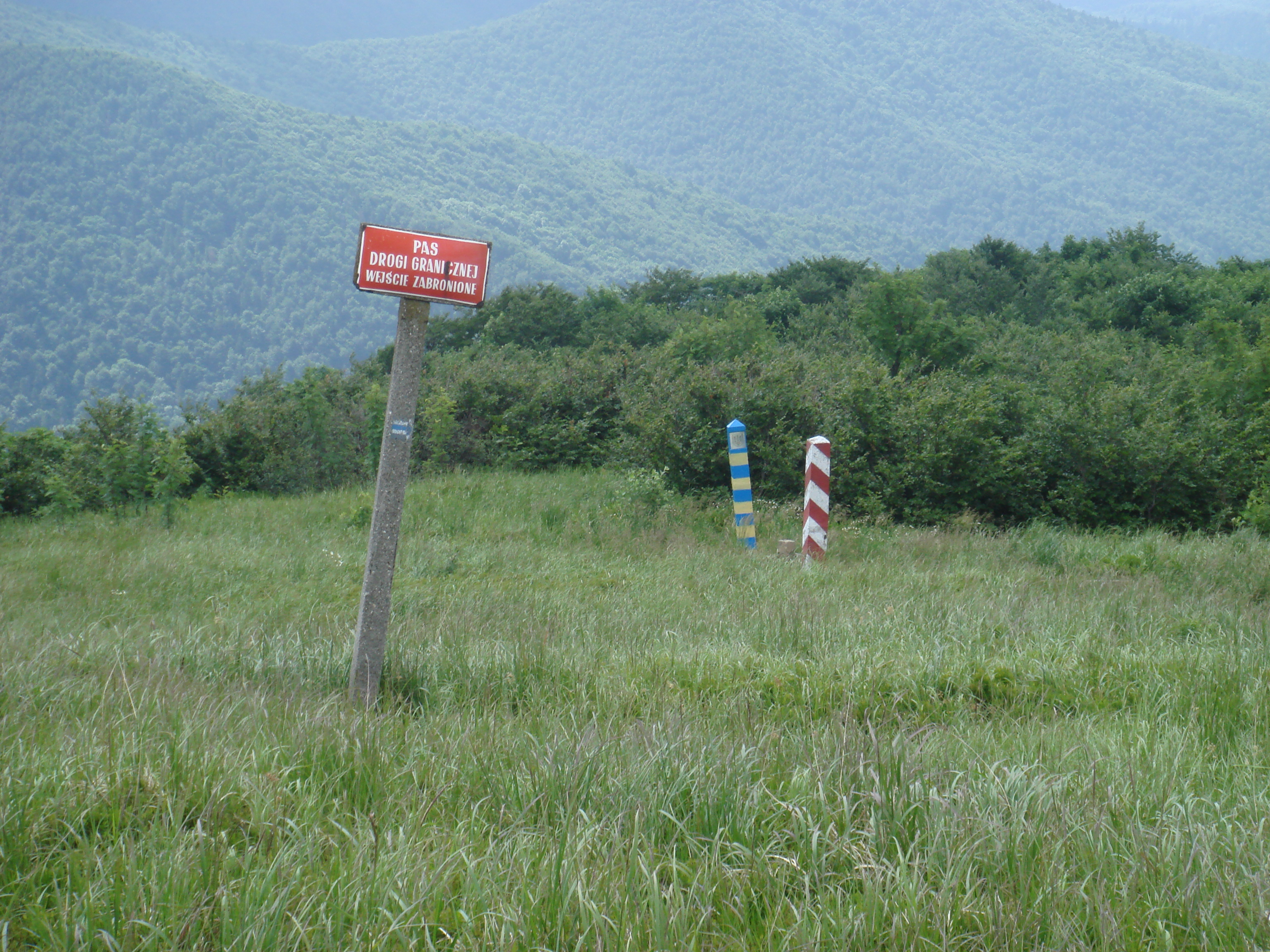
Señalización de la frontera polaco-ucraniana.

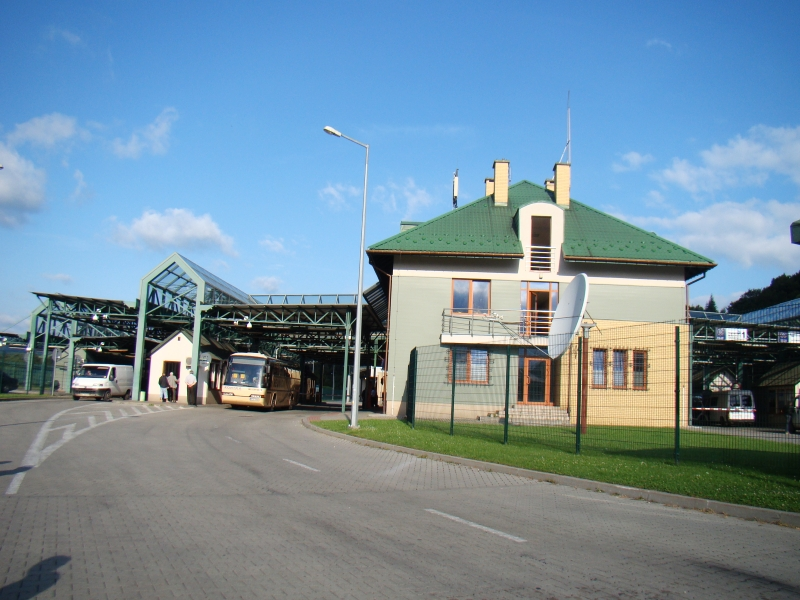
Punto de paso en Krościenko-Smilnytsya.

Al examinar el tráfico fronterizo polaco-ucraniano en la década de 1990, se puede advertir que la circulación de ciudadanos desde Ucrania a Polonia es mayor que al contrario, aumentando esta tendencia con el tiempo. Por ejemplo, en 1995, la mayor frontera con la Ucrania, Medyce, superó los 3,4 millones de personas de tránsito.

## Contexto
Las relaciones entre Ucrania y la Unión Europea están enmarcadas dentro de la Política Europea de Vecindad (PEV), un instrumento de la política exterior de la UE diseñado para los países con los que comparte fronteras. La UE  busca de forma progresiva establecer una relación cercana con Ucrania que vaya más allá de la cooperación y se dirija hacia la integración económica y la profundización de la cooperación política. En la Política de Vecindad se considera a Ucrania como un socio prioritario. El 23 de junio de 2022, el Consejo Europeo concedió a Ucrania el estatus de candidato a la adhesión a la Unión Europea.
En 2012, la UE firmó un ofrecimiento de libre comercio y asociación política con Ucrania; Sin embargo, los líderes de la UE manifestaron que estos acuerdos no se ratificarían a menos que Ucrania atendiera las preocupaciones sobre un "marcado deterioro de la democracia y el imperio de la ley". Se fijaron plazos para Ucrania llevase a cabo los cambios necesarios en sus sistemas de justicia y electorales con el fin de permitir la firma formal de sus acuerdos con la UE en Vilnius el 29 de noviembre de 2013.